# Lu Ban

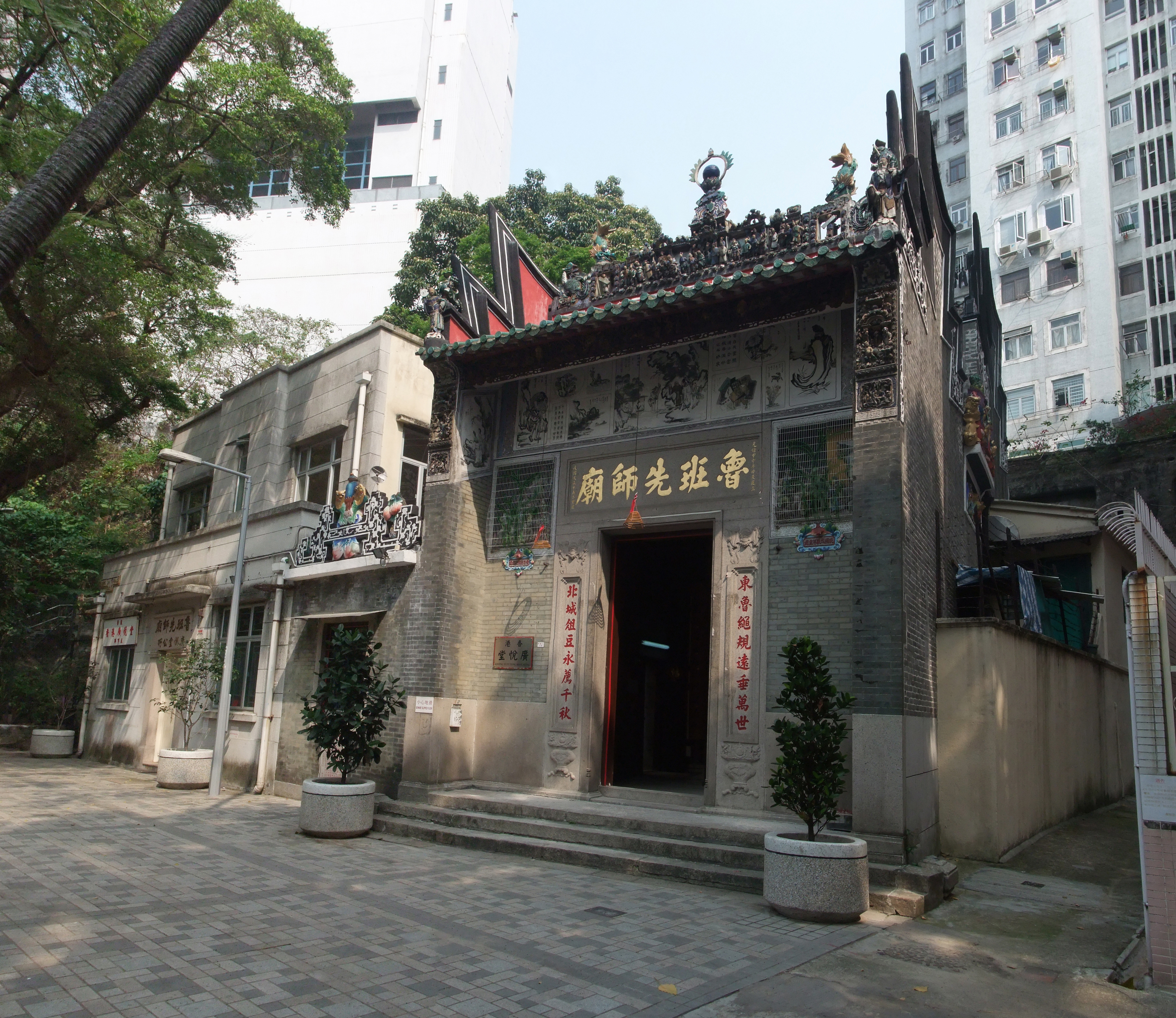
Temple dédié à Lu Ban à Hong Kong.

Lu Ban (en chinois : 鲁班, Ve siècle av. J.-C.) est un charpentier, architecte et stratège chinois, contemporain du philosophe Mozi, au temps des Royaumes combattants. 
Lu Ban était né dans le Royaume de Lu, un ancien royaume de la Chine, patrie de Confucius, aujourd’hui province de Shandong. Son vrai nom était Gongshu Ban (en chinois : 公输般 ou 公输班) et il est connu aussi sous le nom de maître Gongshu (Gongshuzi), mais en raison de son origine, on l’appelle plus couramment Lu Ban.
Selon la tradition, il a été à l’origine de nombreuses inventions, notamment en matière de 
menuiserie et de charpente, mais aussi d’art militaire (machines pour les sièges et les batailles navales). 
On lui attribue également plusieurs livres, souvent apocryphes :
– Le Livre des Lignées (世本), écrit au IIIe siècle av. J.-C. ;
– Les Contes du Merveilleux (述异记), écrits au Ve siècle av. J.-C. par Ren Fang ;
– Les Archives de l’origine des choses et des affaires (事物纪原), écrits au XIe siècle ;
– L’Origine des Choses (物原), écrits au XVe siècle par Luo Qi ;
– Le Traité de Lu Ban (鲁班经), série de textes attribués à Lu Ban et écrits du XIIIe au XVe siècle.